# Olympische Jugend-Winterspiele 2012/Teilnehmer (Tschechien)
| Gelbes Symbol für Goldmedaillen mit stilisierten Olympischen Ringen | Graues Symbol für Silbermedaillen mit stilisierten Olympischen Ringen | Braundes Symbol für Bronzemedaillen mit stilisierten Olympischen Ringen |
| ------------------------------------------------------------------- | --------------------------------------------------------------------- | ----------------------------------------------------------------------- |
| 1                                                                   | 1                                                                     | —                                                                       |

Tschechien nahm an den Olympischen Jugend-Winterspielen 2012 in Innsbruck mit 24 Athleten in zwölf Sportarten teil.

## Sportarten

### Biathlon
| Athleten                                                 | Wettbewerb                         | Zeit (Schießfehler) | Rang |
| -------------------------------------------------------- | ---------------------------------- | ------------------- | ---- |
| Jungen                                                   |                                    |                     |      |
| Ondřej Hošek                                             | 7,5 km Sprint                      | 21:55,5 min (3)     | 23   |
| Ondřej Hošek                                             | 10 km Verfolgung                   | 33:09,6 min (7)     | 22   |
| Adam Václavík                                            | 7,5 km Sprint                      | 20:32,5 min (1)     | 8    |
| Adam Václavík                                            | 10 km Verfolgung                   | 31:07,2 min (8)     | 12   |
| Mädchen                                                  |                                    |                     |      |
| Erika Jislová                                            | 6 km Sprint                        | 19:18,4 min (1)     | 16   |
| Erika Jislová                                            | 7,5 km Verfolgung                  | 34:04,7 min (7)     | 28   |
| Jessica Jislová                                          | 6 km Sprint                        | 18:19,5 min (0)     | 6    |
| Jessica Jislová                                          | 7,5 km Verfolgung                  | 29:10,2 min (2)     | 7    |
| Gemischt                                                 |                                    |                     |      |
| Erika Jislová Jessica Jislová Adam Václavík Ondřej Hošek | Mixed-Staffel                      | 1:17:11,5 h (1+15)  | 7    |
| Jessica Jislová Petra Hynčicová Adam Václavík Petr Knop  | Mixed-Staffel Skilanglauf/Biathlon | 1:07:34,5 h (3+8)   | 12   |

### Curling
| Athleten                                                              | Wettbewerb | Gruppenrunde | Gruppenrunde | Viertelfinale | Viertelfinale | Halbfinale         | Halbfinale         | Spiel um Bronze    | Spiel um Bronze    | Spiel um Bronze |
| Athleten                                                              | Wettbewerb | Siege        | Niederlagen  | Gegner        | Ergebnis      | Gegner             | Ergebnis           | Gegner             | Ergebnis           | Rang            |
| --------------------------------------------------------------------- | ---------- | ------------ | ------------ | ------------- | ------------- | ------------------ | ------------------ | ------------------ | ------------------ | --------------- |
| Gemischt                                                              |            |              |              |               |               |                    |                    |                    |                    |                 |
| Marek Černovský, Alžběta Baudyšová, Kryštof Krupanský, Zuzana Hrůzová | Team       | 4            | 3            | Kanada        | 6:7           | nicht qualifiziert | nicht qualifiziert | nicht qualifiziert | nicht qualifiziert | 6               |

### Eiskunstlauf
| Athleten                      | Wettbewerb | Kurzprogramm | Kurzprogramm | Free Skating/Dance | Free Skating/Dance | Gesamt | Gesamt |
| Athleten                      | Wettbewerb | Punkte       | Rang         | Punkte             | Rang               | Punkte | Rang   |
| ----------------------------- | ---------- | ------------ | ------------ | ------------------ | ------------------ | ------ | ------ |
| Paar                          |            |              |              |                    |                    |        |        |
| Jana Čejková Alexandr Sinicyn | Eistanz    | 37,38        | 8            | 55,34              | 7                  | 92,72  | 7      |

### Eisschnelllauf
| Athleten          | Wettbewerb | Durchgang 1 | Durchgang 2 | Gesamt  | Gesamt |
| Athleten          | Wettbewerb | Zeit        | Zeit        | Zeit    | Rang   |
| ----------------- | ---------- | ----------- | ----------- | ------- | ------ |
| Mädchen           |            |             |             |         |        |
| Nikola Zdráhalová | 500 m      | 44,97 s     | 44,86 s     | 89,83 s | 8      |

### Freestyle-Skiing

#### Skicross
| Athleten         | Wettbewerb | Qualifikation | Qualifikation | Vorlauf  | Vorlauf  | Halbfinale | Finale   |
| Athleten         | Wettbewerb | Zeit          | Rang          | Punkte   | Rang     | Position   | Position |
| ---------------- | ---------- | ------------- | ------------- | -------- | -------- | ---------- | -------- |
| Jungen           |            |               |               |          |          |            |          |
| Václav Klemš     | Skicross   | 59,61 s       | 15            | Abgesagt | Abgesagt | Abgesagt   | Abgesagt |
| Mädchen          |            |               |               |          |          |            |          |
| Veronika Čamková | Skicross   | 58,63 s       | Silber        | Abgesagt | Abgesagt | Abgesagt   | Abgesagt |

### Nordische Kombination
| Athleten     | Wettbewerb                    | Skispringen | Skispringen | Skispringen   | Langlauf    | Langlauf |
| Athleten     | Wettbewerb                    | Punkte      | Rang        | Zeitrückstand | Zeit        | Rang     |
| ------------ | ----------------------------- | ----------- | ----------- | ------------- | ----------- | -------- |
| Jungen       |                               |             |             |               |             |          |
| Tomáš Portyk | Normalschanze / 5 km Langlauf | 129,8       | 5           | 0:31 min      | 26:31,4 min | Gold     |

### Rennrodeln
| Athleten         | Wettbewerb | Durchgang 1 | Durchgang 2 | Gesamt       | Gesamt |
| Athleten         | Wettbewerb | Zeit        | Zeit        | Zeit         | Rang   |
| ---------------- | ---------- | ----------- | ----------- | ------------ | ------ |
| Mädchen          |            |             |             |              |        |
| Vendula Kotenová | Einsitzer  | 40,809 s    | 40,857 s    | 1:21,666 min | 10     |

### Shorttrack
| Athleten      | Wettbewerb | Viertelfinale | Viertelfinale | Halbfinale   | Halbfinale | Finale       | Finale |
| Athleten      | Wettbewerb | Zeit          | Rang          | Zeit         | Rang       | Zeit         | Rang   |
| ------------- | ---------- | ------------- | ------------- | ------------ | ---------- | ------------ | ------ |
| Jungen        |            |               |               |              |            |              |        |
| Michal Prokop | 500 m      | 1:03,050 min  | 4             | 48,148 s     | 3          | -            | 14     |
| Michal Prokop | 1000 m     | 1:36,489 min  | 3             | 1:38,044 min | 3          | 1:36,324 min | 13     |

### Ski Alpin
| Athleten            | Wettbewerb   | Durchgang 1 | Durchgang 2 | Gesamt      | Gesamt |
| Athleten            | Wettbewerb   | Zeit        | Zeit        | Zeit        | Rang   |
| ------------------- | ------------ | ----------- | ----------- | ----------- | ------ |
| Jungen              |              |             |             |             |        |
| Martin Štěpán       | Super-G      |             |             | 1:06,24 min | 14     |
| Martin Štěpán       | Riesenslalom | 1:01,25 min | 59,02 s     | 2:00,27 min | 22     |
| Martin Štěpán       | Slalom       | 44,12 s     | 40,86 s     | 1:24,98 min | 19     |
| Martin Štěpán       | Kombination  | 1:06,04 min | 38,08 s     | 1:44,12 min | 13     |
| Mädchen             |              |             |             |             |        |
| Dominika Drozdíková | Super-G      |             |             | 1:08,47 min | 18     |
| Dominika Drozdíková | Riesenslalom | 59,97 s     | 1:00,84 min | 2:00,81 min | 16     |
| Dominika Drozdíková | Slalom       | 45,79 s     | 40,59 s     | 1:26,38 min | 10     |
| Dominika Drozdíková | Kombination  | 1:08,30 min | DNF         | -           | -      |

### Skilanglauf
| Athleten        | Wettbewerb      | Qualifikation | Qualifikation | Viertelfinale | Viertelfinale | Halbfinale         | Halbfinale         | Finale             | Finale             |
| Athleten        | Wettbewerb      | Zeit          | Rang          | Zeit          | Rang          | Zeit               | Rang               | Zeit               | Rang               |
| --------------- | --------------- | ------------- | ------------- | ------------- | ------------- | ------------------ | ------------------ | ------------------ | ------------------ |
| Jungen          |                 |               |               |               |               |                    |                    |                    |                    |
| Petr Knop       | 10 km klassisch |               |               |               |               |                    |                    | 30:44,8 min        | 9                  |
| Petr Knop       | Sprint          | 1:50,18 min   | 29            | 1:50,6 min    | 3             | nicht qualifiziert | nicht qualifiziert | nicht qualifiziert | nicht qualifiziert |
| Mädchen         |                 |               |               |               |               |                    |                    |                    |                    |
| Petra Hynčicová | 5 km klassisch  |               |               |               |               |                    |                    | 17:38,6 min        | 30                 |
| Petra Hynčicová | Sprint          | 2:02,58 min   | 17            | 2:01,9 min    | 1             | 2:01,2 min         | 5                  | nicht qualifiziert | nicht qualifiziert |

### Skispringen
| Athleten         | Wettbewerb    | Erste Runde | Erste Runde | Finale | Finale | Gesamt | Gesamt |
| Athleten         | Wettbewerb    | Weite       | Punkte      | Weite  | Punkte | Punkte | Rang   |
| ---------------- | ------------- | ----------- | ----------- | ------ | ------ | ------ | ------ |
| Jungen           |               |             |             |        |        |        |        |
| Tomáš Friedrich  | Normalschanze | 74,0 m      | 127,9       | 70,5 m | 118,5  | 246,4  | 6      |
| Mädchen          |               |             |             |        |        |        |        |
| Natálie Dejmková | Normalschanze | 64,5 m      | 99,1        | 63,5 m | 97,2   | 196,3  | 6      |

| Athleten                                      | Wettbewerb               | Erste Runde | Zweite Runde | Gesamt | Gesamt |
| Athleten                                      | Wettbewerb               | Punkte      | Punkte       | Punkte | Rang   |
| --------------------------------------------- | ------------------------ | ----------- | ------------ | ------ | ------ |
| Gemischt                                      |                          |             |              |        |        |
| Natálie Dejmková Tomáš Portyk Tomáš Friedrich | Mixed-Team Normalschanze | 239,3       | 298,2        | 537,5  | 8      |

### Snowboard

#### Halfpipe
| Athleten          | Wettbewerb | Qualifikation | Qualifikation | Qualifikation | Halbfinale         | Halbfinale         | Halbfinale         | Finale             | Finale             | Finale             |
| Athleten          | Wettbewerb | Durchgang 1   | Durchgang 2   | Rang          | Durchgang 1        | Durchgang 2        | Rang               | Durchgang 1        | Durchgang 2        | Rang               |
| ----------------- | ---------- | ------------- | ------------- | ------------- | ------------------ | ------------------ | ------------------ | ------------------ | ------------------ | ------------------ |
| Jungen            |            |               |               |               |                    |                    |                    |                    |                    |                    |
| Ondřej Porkert    | Halfpipe   | 41,50 Punkte  | 47,50 Punkte  | 11            | nicht qualifiziert | nicht qualifiziert | nicht qualifiziert | nicht qualifiziert | nicht qualifiziert | nicht qualifiziert |
| Mädchen           |            |               |               |               |                    |                    |                    |                    |                    |                    |
| Diana Augustinová | Halfpipe   | 41,00 Punkte  | 43,25 Punkte  | 9             | 47,75 Punkte       | 43,75 Punkte       | 6                  | nicht qualifiziert | nicht qualifiziert | nicht qualifiziert |

#### Slopestyle
| Athleten          | Wettbewerb | Qualifikation | Qualifikation | Qualifikation | Finale             | Finale             | Finale             |
| Athleten          | Wettbewerb | Durchgang 1   | Durchgang 2   | Rang          | Durchgang 1        | Durchgang 2        | Rang               |
| ----------------- | ---------- | ------------- | ------------- | ------------- | ------------------ | ------------------ | ------------------ |
| Jungen            |            |               |               |               |                    |                    |                    |
| Ondřej Porkert    | Slopestyle | 46,00 Punkte  | 69,50 Punkte  | 6             | 24,25 Punkte       | 75,50 Punkte       | 8                  |
| Mädchen           |            |               |               |               |                    |                    |                    |
| Diana Augustinová | Slopestyle | 48,50 Punkte  | 47,00 Punkte  | 12            | nicht qualifiziert | nicht qualifiziert | nicht qualifiziert |